# Teòdot d'Etòlia
Teòdot d'Etòlia (grec antic: Θεóδοτος, llatí: Theodotus) fou un militar etoli al servei d'Egipte i després dels selèucides.
Quan Antíoc III el Gran va pujar al tron el 223 aC, Teòdot tenia el comandament de la província egípcia de Celesíria en nom de Ptolemeu III Evergetes I i després de Ptolemeu IV Filopàtor (rei 222 aC-205 aC). Va refusar el primer dels atacs selèucides al seu territori, però no va ser recompensat sinó que el van cridar a la cort a Alexandria on va caure víctima de les intrigues cortesanes i dels favorits del rei. A més estava molest no sols per això sinó també pels vicis i luxúria de Ptolemeu Filopàtor.
El 219 aC el rei li va retornar el comandament de Celesíria, i va concebre el projecte d'entregar-la a Antíoc. Els seus moviments van ser ben acollits. I va entregar les fortaleses de Tir i Ptolemaida al rei sirià, al que tot seguit es va unir amb les seves forces. Però el general Nicolau d'Etòlia va aconseguir dominar una part de la província síria pel rei egipci.
En endavant Teodot va gaudir del favor del rei Antíoc. En la campanya del 217 aC va dirigir un cos de 10.000 homes seleccionats, i abans de la batalla de Ràfia va fer una incursió personal amb només dos homes, al campament egipci, en un assaig d'assassinar el rei Ptolemeu, intent que va fracassar al confondre la tenda del rei, i matant per error al seu metge. Teòdot va poder retornar sa i estalvi a les seves línies.
De nou, l'any 215 aC va donar mostres una altra vegada de la seva audàcia ajudant Làgores, i van escalar les muralles de Sardes. L'èxit de l'empresa es va deure a la seva habilitat i audàcia.